# Lago Vostok
O Lago Vostok é o maior dos aproximadamente 150 lagos sob a superfície do gelo continental da Antártida. Foi descoberto sob a estação russa de mesmo nome.

## Descrição

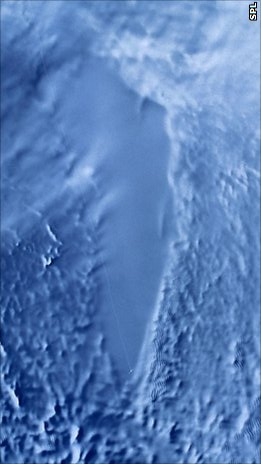
Lago Vostok visto de satélite.

O Lago Vostok é uma massa de água subglacial localizada na Antártida, por baixo da Estação Vostok, um centro de investigação dirigido pela Rússia. Este lago permaneceu desconhecido durante muito tempo, graças ao seu peculiar enquadramento geográfico e permanece como uma das últimas zonas por explorar do planeta Terra. Só em 1996 se descobriu a sua verdadeira extensão. O lago Vostok tem uma forma elíptica com 250 km de comprimento e 40 km de largura cobrindo uma área de 14 mil km². O seu fundo é irregular e divide-se em duas bacias, a mais profunda com cerca de 800 m e a outra com 200 m. Calcula-se que o lago contenha um volume de 5400 km³ de água doce. Está totalmente protegido da atmosfera e outros contactos com o exterior por uma espessura de 4 km de gelo antártico.
O tempo de residência da água no Lago Vostok é cerca de 1 milhão de anos; por comparação, no Lago Ontário (de dimensões semelhantes) este valor é de seis anos. Este fato leva a que o ambiente químico do lago seja extremamente oxidante, com concentrações de oxigénio 50 vezes superiores ao lagos normais. O gelo que se encontra na zona entre o lago e os, em média, 100 metros subsequentes é conhecido por gelo acrecionário que se crê ser derivado do congelamento da água do próprio lago. Esta característica faz desta zona uma potencial amostra do que se encontra por baixo e é, até à data, o único local colhido para amostragem.  A espessura de gelo acrecionário aumenta de Sul para Norte, de acordo com o fluxo do gelo no sentido do Oceano Índico.
A origem do lago Vostok é, segundo a opinião da maioria dos cientistas, um lago normal que foi coberto por gelo, à medida que se desenvolveram os glaciares da calota polar da Antártida. Esta submersão deve ter ocorrido a partir de há 30 milhões de anos e terminou há 15 milhões de anos. São esta quantidade de tempo que o lago e suas eventuais formas de vida se encontram isolados um principais motivos que lhe trazem interesse científico.
Dadas as condições do lago, os únicos organismos, se presentes, devem ser micróbios ou bactérias, possivelmente de estirpes totalmente novas para a Ciência. As formas de vidas existentes há 15 milhões de anos eram diferentes das atuais e acredita-se que este período de tempo de isolamento possa ter conduzido à evolução de novas espécies. As características destes microrganismos permanecem desconhecidas e podem ter implicações importantes. Mas a questão da presença ou não de vida no lago Vostok ainda não foi resolvida e é objeto de aceso debate na comunidade científica. Um grupo de cientistas russos nega a existência de vida no lago devido às condições oxidantes da sua água e classifica as descobertas de outros investigadores como resultado de contaminação. Por outro lado, os defensores da ideia de vida argumentam que há outros lagos antárticos extremamente oxidantes que são ricos em micro-organismos. As zonas mais profundas do lago, se este seguir os análogos de superfície, devem pelo contrário ter características anaeróbias e podem ser o local ideal para procurar vida. Se for provada a inexistência de vida no lago Vostok, esta vai ser a primeira massa de água totalmente estéril encontrada no planeta.
Em 5 de fevereiro de 2012, após 20 anos de perfurações, os cientistas russos alcançaram o lago Vostok através de um núcleo de gelo.